# Mythicomyia petes
Mythicomyia petes är en tvåvingeart som beskrevs av Axel Leonard Melander 1961. Mythicomyia petes ingår i släktet Mythicomyia och familjen svävflugor.
Artens utbredningsområde är Arizona. Inga underarter finns listade i Catalogue of Life.